# Shinobi
Shinobi je plošinovová videoherní série vytvořená japonskou společností Sega od roku 1987. Ve většině her hráč ovládá nindžu Joe Musashiho, spolu s postavami Alex Kidd a Sonic the Hedgehog byl jednou z vlajkových postav Segy a krátkou dobu působil jako maskot. Hry ze série jsou známé svou vysokou kvalitou grafiky, hratelnosti a hudby. Série Shinobi se k roku 2011 prodalo více než 4,6 milionu kopií.

## Série
Hry na Master System/Game Gear:
- Shinobi (1987)
- Shadow Dancer (1989)
- Cyber Shinobi (1991)
- G.G. Shinobi (1991)
- G.G. Shinobi II: The Silent Fury (1992)

Hry na Mega Drive:
- Revenge of Shinobi (1989)
- Shadow Dancer: The Secret of Shinobi (1990)
- Shinobi III: Return of the Ninja Master (1993)

Další hry na jiné platformy:
- Shinobi Legions (1995)
- Shinobi (2002)
- Nightshade (2003)
- Shinobi 3D (2011)
- Shinobi: Art of Vengeance (2025)

## Příběh
V prvním díle musí nindža jménem Joe Musashi z klanu Oboro zastavit zločineckou organizaci Zeed v únosu dětí světových vůdců. V Revenge of Shinobi se po třech letech organizace přejmenovala na Neo Zeed a chce se klanu Oboro pomstít. Organizace zabije Musashiho mistra a unese jeho nevěstu Naoko. Ninja bojuje s organizací v Japonsku a USA a chce zachránit svou nevěstu. Díl Shadow Dancer se odehrává roku 1997, kdy ninja kult Union Lizard uctívající plazího démona ovládl New York. Musashi doprovázený svým psem Yamato se vydává zachránit rukojmí a porazit kult. V Shinobi III organizace Neo Zeed znovu ohrožuje svět a Musashi sestoupí z japonských hor, aby se znovu postavil jejich bojovníkům a válečným démonům.
V Shinobi Legions roky občanské války přivedly kód nindžucu a jeho bojovníky na pokraj vyhynutí. Mistr učí své dva adoptivní syny, bratry se jmény Kazuma a Sho a jeho dceru Aya tradici tohoto umění. Kazuma je posedlý mocí a požaduje naučit nejdokonalejší techniku, to však mistr odmítne a Kazuma přísahá, že se vrátí a pomstí se. Kazuma si později vytvořil armádu s pevností a unesl Ayu, Sho se poté vydává na její záchranu.
Ve hře Shinobi z roku 2002 je hlavním hrdinou nindža mistr Oboro klanu jménem Hotsuma a snaží se ochránit Tokio před útokem čaroděje Hiruko. V pokračování Nightshade ovládáte ženského ninju jménem Hibana, která bojuje proti organizaci Nakatomi přivolávající démony. Shinobi 3D se odehrává v Japonsku roku 1256, vůdce Oboro klanu Jiro Musashi brání svou rodnou vesnici před organizací Zeed a poté je poslán 800 let do budoucnosti, kde organizace krutě vládne.